# Brussels Indoor 1991
Il Brussels Indoor 1991 è stato un torneo di tennis giocato sintetico indoor. È stata l'11ª edizione del Brussels Indoor, che fa parte della categoria Championship Series nell'ambito dell'ATP Tour 1991. Si è giocato a Bruxelles in Belgio dall'11 al 17 febbraio 1991.

## Campioni

### Singolare maschile
Guy Forget ha battuto in finale  Andrej Čerkasov con il punteggio di 6–3, 7–5, 3–6, 7–6

### Doppio maschile
Todd Woodbridge /  Mark Woodforde hanno battuto in finale  Libor Pimek /  Michiel Schapers con il punteggio di 6–3, 6–0